# Міст Шоти Шалікашвілі
Міст Шоти Шалікашвілі (груз. შოთა შალიკაშვილის ხიდი) — автомобільний міст через річку Куру у Тбілісі, Грузія. Сполучає райони Дігомі і Дідубе (район Дідубе-Чугуреті).

## Розташування
Міст розташований у створі проспекту Григола Робакідзе. На лівому березі розташовані автовокзал, залізнична станція і станція метро.
Вище за течією розташований міст Мінделі, нижче — міст Вахушті Багратіоні.

## Назва
Спочатку міст називався мостом Дідубе або Дідубійським мостом (груз. დიდუბის ხიდი), за назвою району. Сучасну назву присвоєно мосту в 1990 році, на честь заслуженого інженера, почесного будівельника Шоти Шалікашвілі .

## Історія
Міст побудовано в 1953—1954 роках на місці поромної переправи. Проєкт розробив інженер М. Дідідзе і архітектор А. Курдіані. Міст проєктувався як парадний в'їзд у місто з боку Воєнно-Грузинської дороги.

## Конструкція

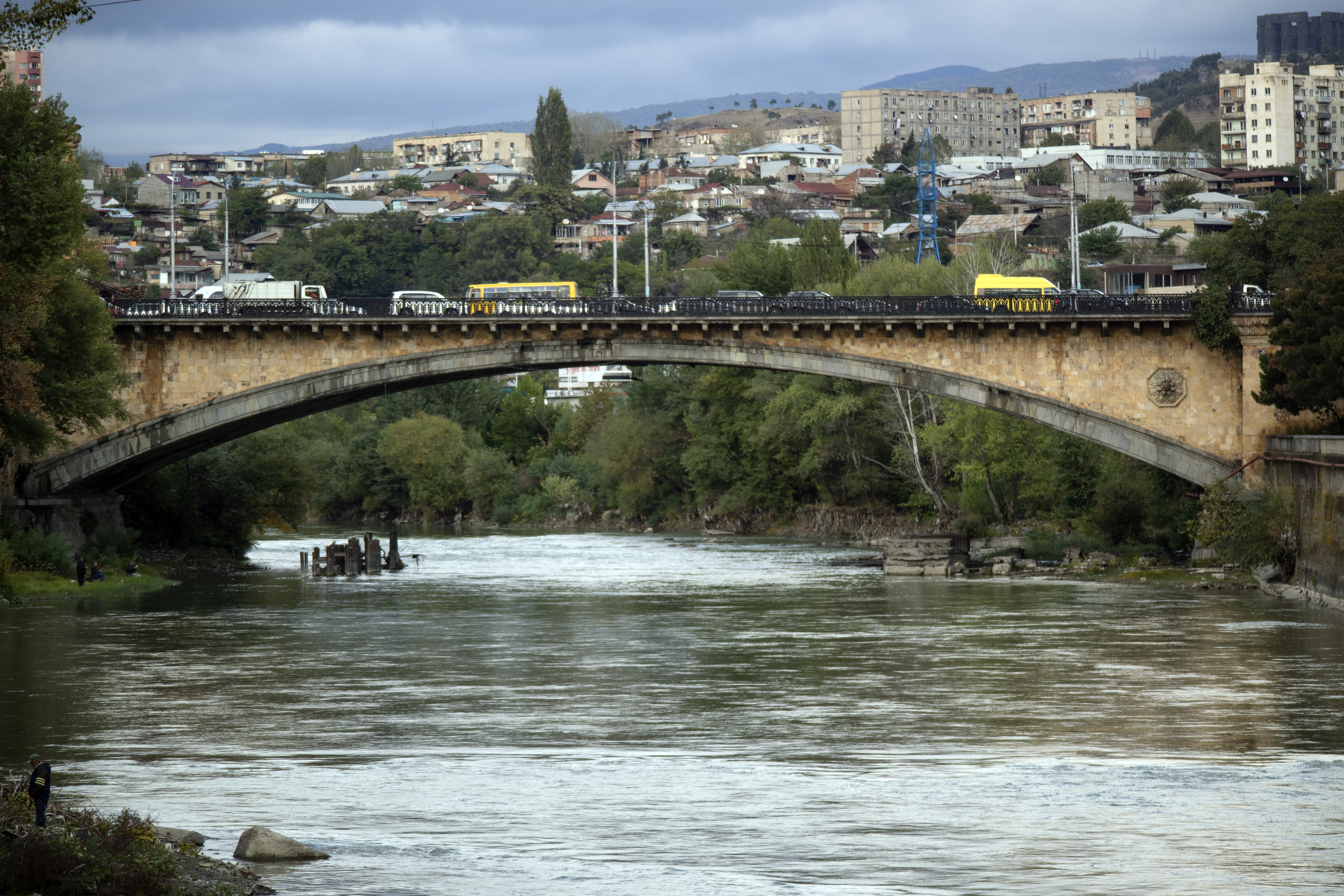
Міст Дідубе

Міст двопрогінний залізобетонний арковий. Русло річки перекрито 72-метровою аркою, на правому березі облаштовано шляхопровід з прольотом 19 м. Міст підкреслено монументальний. В оформленні мосту використано багато декоративних елементів: лита решітка, різьблені кам'яні деталі, кронштейни, розетки тощо. Фасади мосту облицьовано жовтим болніським туфом і сірим сіанським гранітом. Над опорою, що розділяє прольоти моста, встановлено колони з туфу.
Міст призначений для руху автотранспорту і пішоходів. Проїзна частина має 6 смуг для руху автотранспорту. Покриття проїзної частини і тротуарів — асфальтобетон. Перилове огородження художнього лиття чавунне, завершується на підвалинах кам'яним парапетом. При в'їзді на міст з боку правого берега встановлено колони з туфу.